# Amt Preetz-Land
Het Amt Preetz-Land is een Amt in de Duitse deelstaat Sleeswijk-Holstein Het bestaat uit 17 gemeenten in de Landkreis Plön. Het bestuur zetelt in Schellhorn.

## Deelnemende gemeenten
| 1. Barmissen 2. Boksee 3. Bothkamp 4. Großbarkau 5. Honigsee 6. Kirchbarkau 7. Klein Barkau 8. Kühren 9. Lehmkuhlen | 1. Löptin 2. Nettelsee 3. Pohnsdorf 4. Postfeld 5. Rastorf 6. Schellhorn 7. Wahlstorf 8. Warnau |